# Siegritzberg
Siegritzberg ist ein Gemeindeteil der Stadt Waischenfeld im Landkreis Bayreuth (Oberfranken, Bayern). Siegritzberg liegt in der Gemarkung Breitenlesau.

## Geografie
Das Dorf Siegritzberg steht auf einer Hochebene, die vom Aufseßtal im Südwesten und vom Wiesenttal im Osten und Südosten begrenzt wird. Das Dorf liegt im zentralen Teil der Fränkischen Schweiz, etwa eineinhalb Kilometer nordöstlich der Aufseß und vier Kilometer westlich der Wiesent. Die Nachbarorte sind Zochenreuth im Norden, Breitenlesau im Nordosten, Hubenberg und Heroldsberg im Südosten, Seelig im Süden, Voigendorf und Gößmannsberg im Südwesten, Wüstenstein im Westen sowie Draisendorf und Rauhenberg im Nordwesten. Siegritzberg ist von dem fünfeinhalb Kilometer entfernten Waischenfeld aus über die Staatsstraße 2191 und dann über die Kreisstraße BT 34 sowie die Staatsstraße 2186 erreichbar.

## Geschichte
Bis zur Gebietsreform in Bayern war Siegritzberg ein Gemeindeteil der Gemeinde Breitenlesau im Landkreis Ebermannstadt. Die mit dem bayerischen Gemeindeedikt von 1818 gebildete Gemeinde hatte 1961 insgesamt 336 Einwohner, davon 112 in Siegritzberg, das damals 19 Wohngebäude hatte. Die Gemeinde Breitenlesau wurde am 1. Januar 1977 in die Stadt Waischenfeld eingegliedert.

## Sehenswürdigkeiten in der Natur
Das südlich von Siegritzberg gelegene untere Aufseßtal ist noch eine weitgehend intakte und unberührte Naturlandschaft, die zwischen Wüstenstein und Doos von keiner öffentlichen Straße erschlossen wird. Lediglich die von Seelig nach Voigendorf führende Ortsverbindungsstraße quert diesen Talabschnitt, ansonsten finden sich dort nur Feld- und Wanderwege. Einzige menschliche Ansiedlung in diesem Gebiet ist die abgelegene Einöde Kuchenmühle, die nur über einen Anliegerweg erreicht werden kann. Den südlichen Abschlusspunkt des Aufseßtals bildet schließlich der Dooser Wasserfall, der bis zu seiner weitgehenden Zerstörung im 19. Jahrhundert der wuchtigste Wasserfall Frankens war.

Unteres Aufseßtal
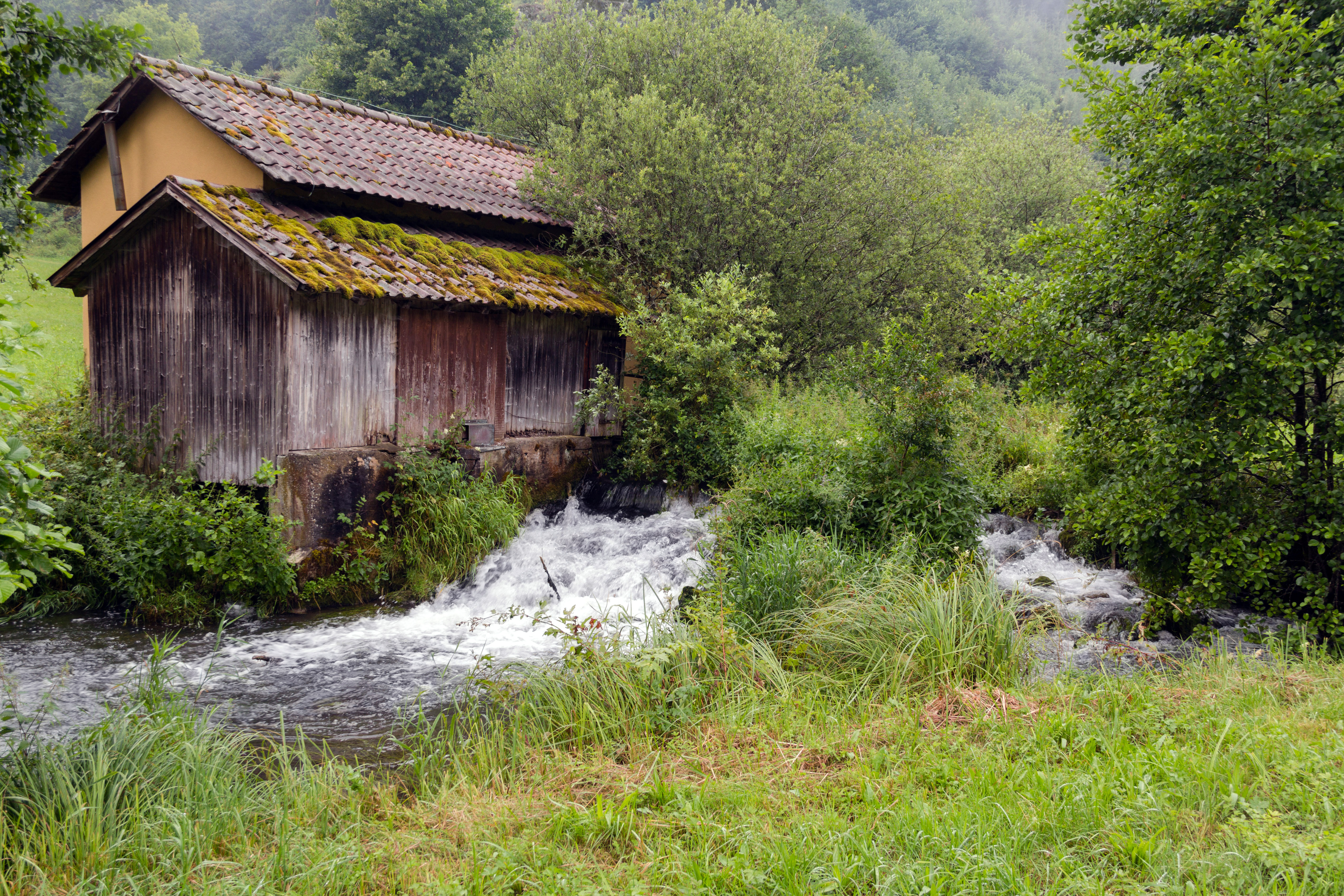
Das Aufseßtal bei der Kuchenmühle
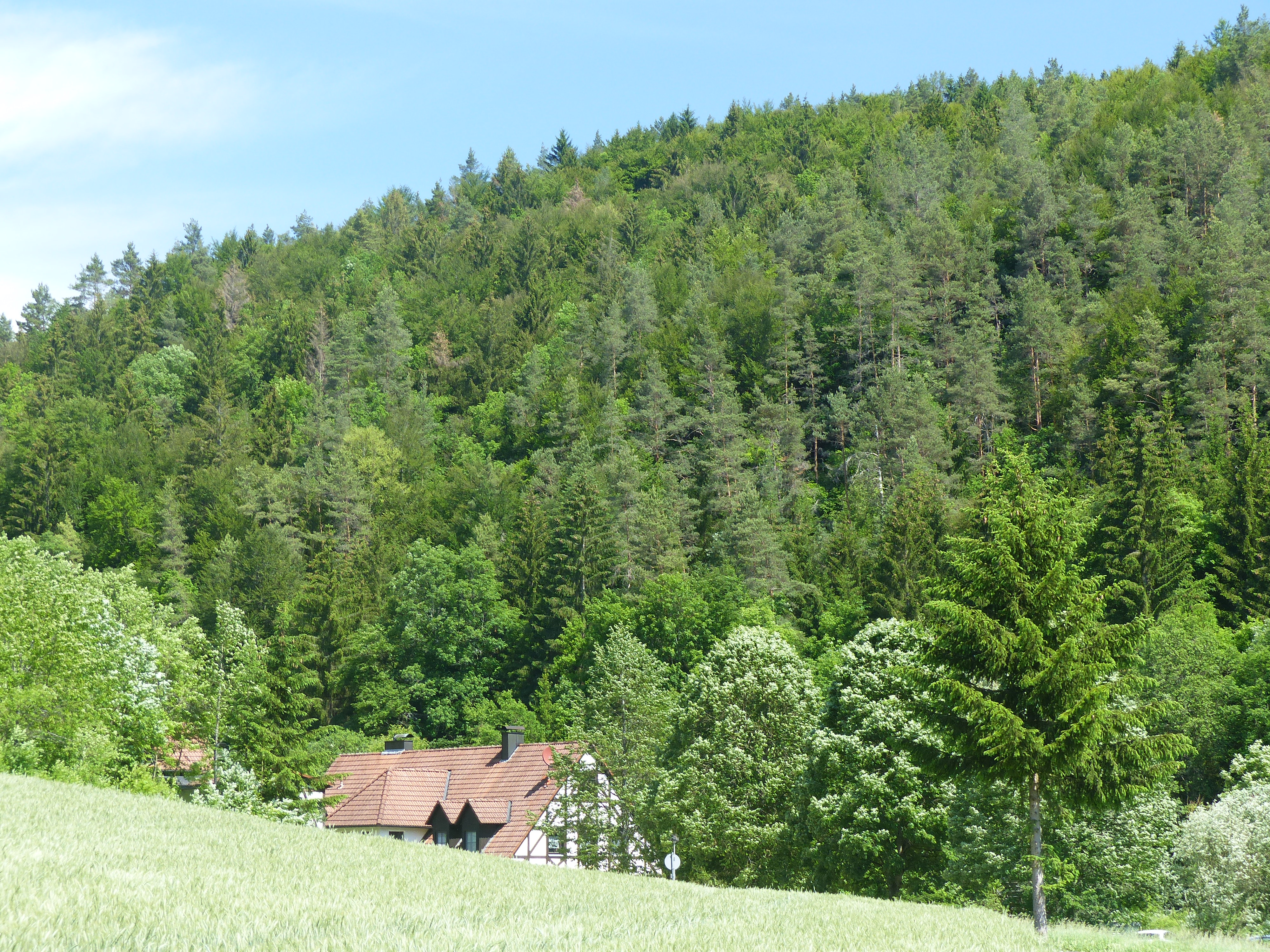
Die abgelegene Einöde Kuchenmühle
Der Dooser Wasserfall